# 世論
世論（せいろん、せろん、よろん、英語: public opinion）は、世間一般の意見のことで、公共の問題について、多くの人々が共有している意見とされる。もしくは大多数の賛同が得られている意見（考え）のことを指す。一つの問題を巡って世論が割れ、対立し合うこともある。

## 用語
日本では、戦前より、「輿論（ヨロン）」と比べるとはるかに頻度は低いものの、「世論（セイロン、セロン）」も使用されていた（輿論の項参照）。使用頻度に関しては、戦前の代表的な国語辞典である『言海』などに収載されていないことが一つの目安になる。
戦後の当用漢字表制定時に、「輿」が当用漢字表に含まれなかったため、新聞などでは「世論」の表記が使われるようになった。
その後、それまでの「セロン」のほか、「世の中の論」という感覚での「ヨロン」という読み（湯桶読み）も一般化した。

## 概要
世論は多くの人々が共有する意見であり、社会の統合化の促進、支配者の統治の正当化のために世論は重要であると考えられている。特に現代の議会制民主主義に基づいた社会においては選挙を通じて世論が政治的支配の正当性ないし正統性を左右することになる。すなわち世論は政治的リーダーに対する国民の意思表示としての機能があると言える。しかし世論がどのような内容となっているのか、またそもそも"世論"といえるような共通意見が世間一般にそもそも存在するのかどうか知ることは相当程度に困難なことであり、単なるマスメディアの意見ないし願望が「世論」として紹介ないし反映されることも多く、アナウンス効果による情報操作ないし世論操作が成されているに過ぎないと言われることもある。

## 理論
世論と対外政策形成過程の関係についてはカナダの国際政治学者ホルスティがいる。ホルスティは先進国における世論の形成者である国民を、国際問題に強い関心や知識・意見を持つ関心層、関心はあるが知識がないために政党やマスコミの意見を受け入れることで自らの意見を持つ中間層、知識がないため意見が持てない無関心層に分類し、政策形成の過程において関心層の影響力が大きいとした。一般的な国際関係理論ではこのように無知な大衆を軽視し、少数エリート集団が対外政策過程に影響しているように考える傾向が強い。現実主義的な世界観が国家を統一的な政治共同体として認識していることが関係しているため、内部的な意見対立を研究対象としない場合もある。

## 歴史
市民社会における世論の起源は、17世紀のイギリスに求められる。17世紀の半ば、清教徒革命から王政復古の時期にかけてロンドンなどで社交場としてのコーヒーハウスが何軒も開店した。コーヒーハウスは、封建的な身分の枠を超えて、自由な言論が交わされる場として、また噂や新聞を通じた情報収集の場として、世論形成に重要な役割を果たしたとされている。
フランスではカフェやサロンが、同様に自由な言論の場となった。当時のフランスは絶対王政下にあったが、こうしたカフェやサロンといった空間にまでは、なかなか王権の統制が及ばなかった。当時、王権神授説に立脚した絶対王政を批判したフランスの啓蒙思想家たちは、国家権力の源を神意以外のものに見出そうとしていた。そうした中、社会契約説に基づき、自由かつ平等な市民が主体となり構成する政府、国家という考えを提示するのである。そして、そうした政府、国家を支える論拠となるのが世論であった。
フランス革命の中で台頭したナポレオンは、ローマ教皇の戴冠ではなく国民投票を経て皇帝に就いた。戴冠式にローマ教皇が出席したものの、彼は自ら冠をかぶっている。これは、かつての王権神授説によらない形で政治指導者が決定されたことを象徴しているともいえる。
19世紀以降、各国とも国民国家の形成が最重要課題となった。すると、その過程で国民統合を推進するためにも、世論を無視して政治を行うことはもはや困難であった。こうして、政府、国家は世論を恐れるとともに、世論の懐柔を図るようになり、今日へと至っている。
民主主義国家の下では、政治家や企業、各種団体は常に世論の動向に注意を払う必要があり、世論はこれらと社会とを相互に結びつけるものであるとされている。これをノエル・ノイマンは「世論は社会的な皮膚である」と表した。